# Chaquitaclla
La chaquitaclla conocida también como tirapie o arado de pie, fue uno de los instrumentos de labranza más importantes del mundo andino. Según fuentes arqueológicas, la chaquitaclla es un instrumento antiquísimo, que data incluso de los inicios de la agricultura en América. Floreció en el período del Tahuantinsuyo cuando su uso alcanzó niveles más elevados.

## Etimología y nombres alternativos
El origen de su nombre es quechua, en este idioma chaqui significa pie y taqlla designa originalmente un palo en general, para luego ser llamado así el mango de esta herramienta. En la región de Andahuaylas, la palabra taqllay significa golpear.
Si bien el más difundido es el anterior, existen diversos nombres para esta herramienta, en quechua: "rhuki", "shuki", "sapankiri", "hualhuaco", "callpachuma", "yapuna", y muchos otros compuestos con la palabra "taclla". En aimara y quechua del Altiplano: "wiri", "uyso" y sus variantes.

## Descripción y uso
La chaquitaclla posee un palo principal con una punta un tanto encorvada, que puede ser de piedra o de metal. A este palo se le agrega otro palo transversal, el takillpu, en el cual el agricultor apoya su pie para hundir la punta en el suelo. De esta manera, al inclinar el palo principal, remueve una parte de la tierra y así hace un surco.

### Partes
La chaquitaclla consta de seis partes: 
- Timón o mango, llamado taclla, es el palo principal.
- Posa pie, estribo o takillpu. Es un palo transversal al principal, en el que el agricultor apoya su pie para ejercer fuerza
- Travesaño, otro palo transversal que sirve para sostener la herramienta.
- Tuerca
- Chícora metálica
- Corte de lanza, cuchilla o qorana. [3]

Su tamaño varía de acuerdo a las regiones, sobrepasando unas veces la estatura del trabajador; pero raras veces es más abajo de los hombros. Las maderas preferidas son las más duras: lloque, chachacomo, huarango, huranhuay, queñua y quishuar.

### Tipos
Según la forma del palo principal, se distinguen tres tipos: la recta, la semicurva y la curva.

## Galería
|                                                    |
| Campesino usando esta herramienta en la actualidad |

|                                             |
| Campesino inca utilizando una chaquitaclla. |

|                                      |
| Fotografía de una chaquitaclla recta |